# Trematodon brevisetus
Trematodon brevisetus là một loài rêu trong họ Bruchiaceae. Loài này được Dixon mô tả khoa học đầu tiên năm 1915.